# С-21 (НАР)
С-21 (индекс АРС-212-ОФ, словесное название «Орёл») — советская неуправляемая авиационная ракета, разработанная в НИИ-1 МСХМ под руководством инженера Е. Н. Сухова и предназначенная для поражения техники и живой силы противника. Принята на вооружение 10 марта 1953 года. Заряд для НАР разработан НИИ-125 МСХМ
Ракета серийно выпускается с 1953 года. Данными ракетами оснащаются различные типы самолётов.

## Тактико-технические характеристики
- Калибр: 212 мм
- Длина: 1760 мм
- Масса НАР: 118 кг
- Боевая часть: осколочно-фугасная
  - Масса БЧ: 46 кг
- Дальность пуска: 2000 м